# Csanyik-völgy
Csanyik-völgy är en dal i Ungern. Den ligger i den norra delen av landet, 140 km nordost om huvudstaden Budapest.